# Peter Woodthorpe
Peter Woodthorpe, né le 25 septembre 1931 à York et mort le 12 août 2004 dans l'Oxfordshire est un acteur anglais de télévision, de cinéma et de doublage. Il est particulièrement connu pour avoir doublé Gollum dans le film de Ralph Bakshi et dans l'adaptation radiophonique du Seigneur des anneaux de 1981.
En 1974, il interprète le rôle de l'archiduc François-Ferdinand d'Autriche dans la série La Chute des aigles (Fall of Eagles).

## Filmographie
- 1997 : David de Robert Markowitz : Nabal (en)